# Fieldia
Fieldia es un género con cuatro especies de plantas herbáceas perteneciente a la familia Gesneriaceae. Es originario de Australia.

## Descripción
Son  plantas epífitas , trepadoras sufrútices. Tallo y ramas delgadas, leñosas. Las hojas son opuestas, con pecíolo corto, limbo ovado a ovado- lanceolado, aserradas toscamente, con venación bastante oscura. Flores axilares, solitarias, colgantes; bractéolas inserta debajo del cáliz. Sépalos libres, linear-lanceolados. El tubo de la corola de color verde amarillento pálido, cilíndricoEl fruto ovoide, es una baya  esponjosa y subcarnosa. El número de cromosomas : 2n = ± 80.

## Distribución y hábitat
Se distribuyen  por Australia (Queensland, Victoria, Nueva Gales del Sur). Se encuentra en los bosques tropicales de montaña, en los árboles y las rocas cubiertas de musgo.  

## Etimología
El género fue nombrado en honor de Barron Field (1786-1846),  Juez de la Corte Suprema de Nueva Gales del Sur, un entusiasta aficionado naturalista que editó un libro importante sobre la historia natural de Nueva Gales del Sur.

## Especies
- Fieldia australiana
- Fieldia australis
- Fieldia gigantea
- Fieldia lissochiloides